# Apponyi Károly
Gróf Apponyi Károly (Hőgyész, 1878. augusztus 28. – Pálfa, 1959. április 3.) honvéd vezérkari alezredes, nagybirtokos, császári és királyi kamarás, főrendiházi, majd felsőházi tag.

## Élete
1878-ban született a Tolna vármegyei Hőgyészen, római katolikus vallású, nagybirtokos családban. Pozsonyban érettségizett, utána három évig a bécsújhelyi katonai akadémia, majd további két éven át a hadiiskola növendéke volt. 1899-ben a 14. dragonyosezredben kezdte meg katonai szolgálatát, hadnagyi rendfokozatban; 1905-ben került a vezérkarhoz, ahonnan 1918 végén mint alezredes ment nyugdíjba.
Az első világháború alatt három éven keresztül a pozsonyi 2. lovashadosztály vezérkari főnöke volt, fél évig a hadiiskolában is tanított, és hosszabb időt töltött a VI. hadseregnél mint vezérkari főnök. Katonai érdemeiért több elismerést is elnyert: tulajdonosa volt a bronz és az ezüst Signum Laudisnak, valamint a Lipót-rend III. osztályának.
Az 1918-1919-es forradalmak és a tanácsköztársaság idejét külföldön töltötte, csak 1921-ben tért vissza Magyarországra, és apja haláláig a családi birtokot kezelte. 1927-ben átvette örökölt birtokainak vezetését, onnantól még inkább a gazdálkodásnak élt, illetve bekapcsolódott Tolna vármegye társadalmi életébe, ahol idővel egyre tekintélyesebb szerepköröket töltött be.
1928-ban a megye örökös törvényhatósági bizottsági tagjává választották meg, tagja volt az Országos Erdőgazdasági Tanácsnak, továbbá a magyar parlament főrendiházának, majd felsőházának, mint az örökösjogú főrendi családok képviselőinek egyike. A polgári jellegű állami elismerések közül a Magyar Érdemrend középkeresztjének volt birtokosa.